# Telamonia sikkimensis
Telamonia sikkimensis là một loài nhện trong họ Salticidae.
Loài này thuộc chi Telamonia. Telamonia sikkimensis được Benoy Krishna Tikader miêu tả năm 1967.